# Quéfren
Quéfren (em grego clássico: Χεφρήν; ou Quéfrem) ou Cafré foi um faraó egípcio da IV dinastia durante o Império Antigo. Era filho de Quéops e sucedeu ao faraó Ratoises. De acordo com o antigo historiador Manetão, Quéfren foi seguido pelo rei Biquéris, mas de acordo com evidências arqueológicas, foi seguido pelo rei Miquerinos. Quéfren foi o construtor da segunda maior pirâmide de Gizé. A visão mantida pela egiptologia moderna em geral continua a ser a de que a Grande Esfinge foi construída aproximadamente em 2 500 a.C. para Quéfren. Não se sabe muito sobre Quéfren, exceto a partir dos relatos históricos de Heródoto, escrevendo 2.000 anos após sua vida.

## Duração de reinado

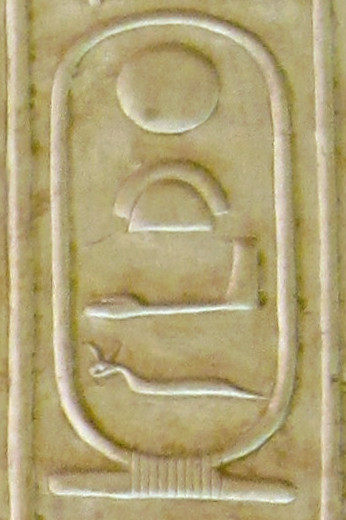
Cartucho de Quéfren na Lista Real de Abidos.

Segundo o Cânone de Turim, o governo de Quéfren havia durado mais de 20 anos, porém para Manetão e Heródoto ele governou durante 66 anos. O maior ano para este reinado foi o ano da 13.ª contagem de gado. No reinado de Quéfren, o gado era contado pelo menos uma vez a cada dois anos, o que significava que o rei governou o Egito por pelo menos 15 anos. A regra dos 26 anos é geralmente aceita.

## Família
Quéfren teve como esposa Camerernebeti I, com quem teve filhos cujos nomes eram Miquerinos, seu sucessor, e Camerernebeti II. Além desta cônjugue, casou com Meresanque III, filha de Cauabe e Heteferés II, que teve pelo menos quatro filhos, os quais se chamavam Nebemaquete, Niuserré, Duaenré, Quentetecá, além de Xepsestecau, sua filha. Nicauré e Sequencaré eram seus outros filhos, mas com mães desconhecidas (provavelmente Hequenuejete e Persenete).

## Reinado
No reinado de Quéfren, a religião do sol ganhou importância. Ratoises, seu predecessor, havia adotado o título de "Filho de Rá" à titularia real, e Quéfren deu continuidade a essa tradição.
O faraó voltou ao planalto de Gizé e construiu seu monumento fúnebre próximo do monumento de seu pai. Embora sua pirâmide seja um pouco menor do que a de Quéops, ela é construída em um platô mais alto, dando a impressão de ser a maior das três. A estrutura interna da Pirâmide de Quéfren não é tão complicada quanto a de seu pai.

### Pirâmide e Esfinge

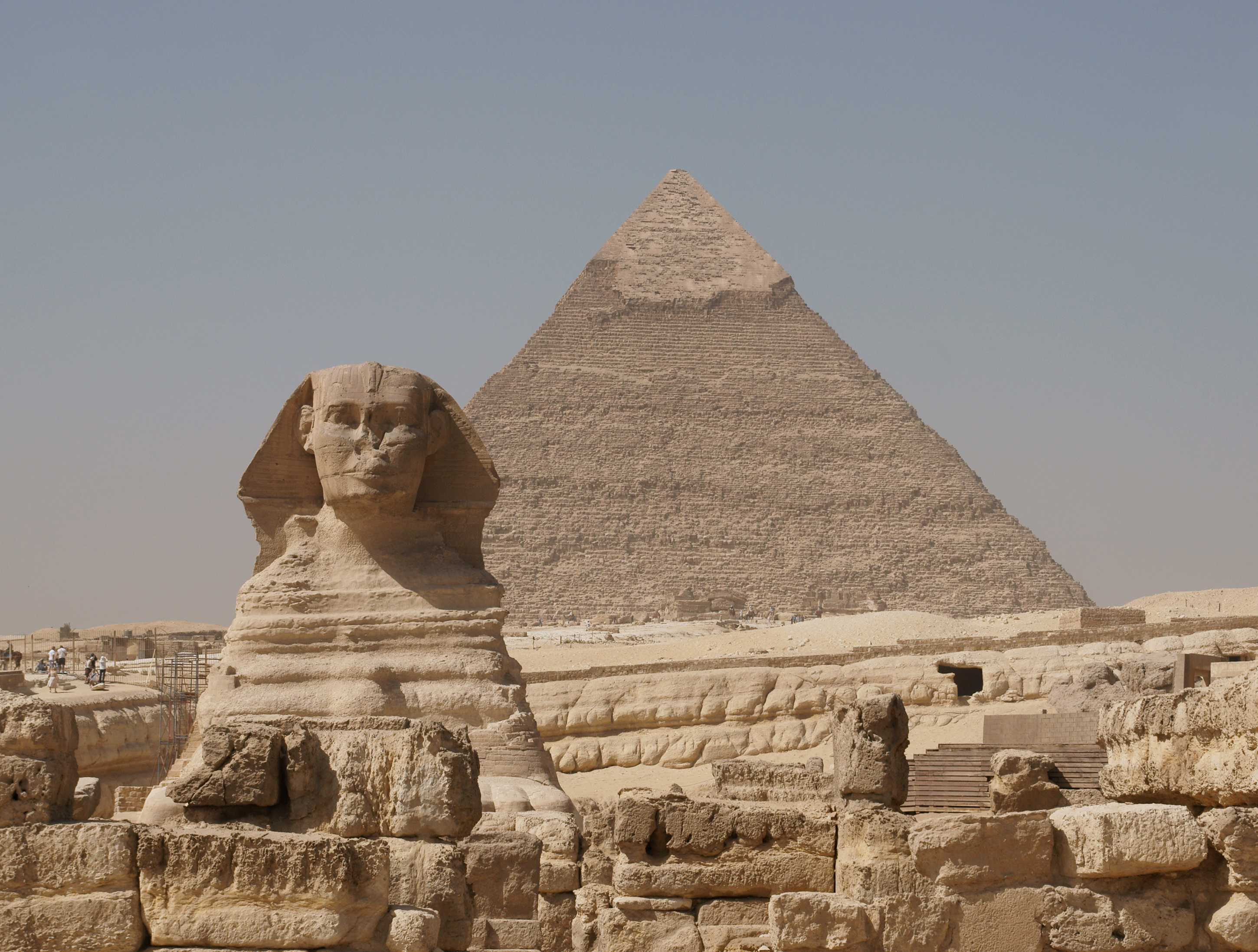
Pirâmide de Quéfren com sua Esfinge.

Após Quéops, Quéfren foi o segundo monarca a escolher Gizé como o lugar de seu monumento funerário. No entanto, seu irmão mais velho Ratoises não seguiu os mesmos passos de seu pai e mudou-se de Gizé para as montanhas Abu Rauas, cerca de 8 quilômetros ao norte, estabelecendo assim a parte mais ao norte do cemitério de Mênfis.
Os motivos reais do irmão de Quéfren ter se mudado para o norte e o regresso de Quéfren são desconhecidos. As teorias sobre isso ser o resultado de alguns feudos dinásticos são, não importa o quão românticas possam soar, mera investigação. Aparentemente considerações práticas ou religiosas podem facilmente ter sido a razão por trás da mudança de Gizé ou de retorno.
Levantamentos geológicos próximos da Grande Esfinge e templos próximos revelaram que as grandes pedras usadas para construir o complexo do templo do Vale de Quéfren foram provavelmente extraídas do estrato que atravessa a parte superior do corpo da Esfinge. Independentemente do motivo da construção da Esfinge e de seu templo, as gerações posteriores considerarão as estátuas dos deuses Harmaquis ou Hórus como a divindade do sol, conforme mostrado na Estela do Sonho.

## Quéfren nas tradições gregas antigas

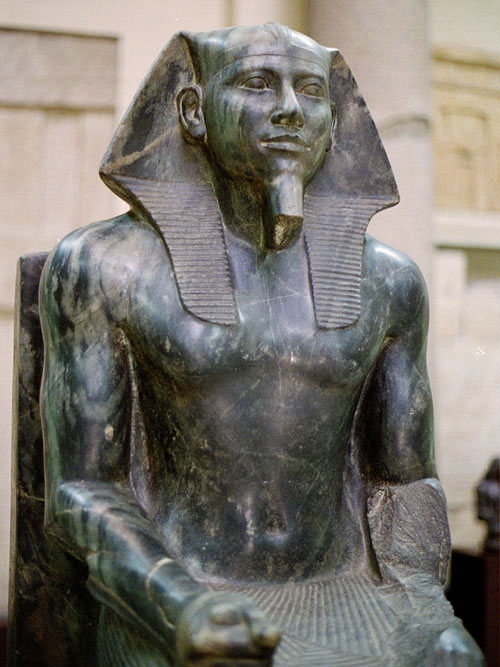
Quéfren Entronizado, uma estátua funerária de Quéfren em diorito. Museu Egípcio no Cairo

Os historiadores gregos antigos Diodoro e Heródoto descrevem um rei Mencauré (a quem eles chamam de "Miquerinos") como o seguidor de Quéfren e que este rei era a contraparte de seus dois predecessores: Heródoto descreve Miquerinos como estando triste e desapontado com a crueldade de Quéops e Quéfren e que Miquerinos trouxe a paz e piedade de volta ao Egito.

Os egiptólogos modernos avaliam as histórias de Heródoto e Diodoro como uma espécie de difamação, com base na filosofia contemporânea de ambos os autores. Tumbas gigantescas, como as pirâmides de Gizé, devem ter horrorizado os gregos e até mesmo os sacerdotes posteriores do Novo Reino, porque eles certamente se lembravam do herege faraó Aquenáton e seus projetos de construção megalomaníacos. Esta imagem extremamente negativa foi obviamente projetada em Quéfren e sua assustadora pirâmide. Esta opinião foi possivelmente promovida pelo fato de que durante a vida de Quéfren a autoridade para dar permissão para a criação de estátuas grandes feitas de pedras preciosas e para sua exibição em locais abertos em público era restrita apenas ao rei. Em suas eras, os autores gregos e sacerdotes mortuários e sacerdotes de templos não podiam explicar os impressionantes monumentos e estátuas de Quéfren como outra coisa senão o resultado de um caráter megalomaníaco. Essas visões e histórias resultantes foram avidamente apreendidas pelos historiadores gregos e, portanto, eles também fizeram suas avaliações negativas sobre Quéfren, uma vez que histórias escandalosas eram mais fáceis de vender ao público do que contos positivos (e, portanto, enfadonhos).